# RoboMind
RoboMind — среда для обучения программированию с помощью простого скриптового языка. Он позволяет новичкам освоить основы программирования с помощью симуляции выполнения команд роботом.
RoboMind был создан в 2005 году Арвидом Халмой (Arvid Halma) — студентом Амстердамского университета. Издатель RoboMind — Research Kitchen.
RoboMind доступен в виде приложения для Windows, Linux и Mac OS X. Для домашнего использования программный продукт распространяется свободно, для других целей доступна коммерческая лицензия.

## Среда симулятора
Персонажем, выполняющим симуляцию действий алгоритма выступает робот, который может перемещаться по двухмерной карте, «осматривать» предметы вокруг, отмечать пройденный путь. Карта может содержать различные предметы, служащие для разнообразия игрового/обучающего процесса. Начиная с версии 4.0, появилась возможность экспортировать скрипты RoboMind в некоторых роботов реального мира, например, робот Lego Mindstorms NXT 2.0 поддерживает такую возможность

## Язык симулятора
RoboMind позволяет писать инструкции на 22 языках:
английском, арабском, венгерском, греческом, индонезийском, испанском, каталанском, китайском, корейском, немецком, Нидерландском, польском, португальском, русском, словацком, словенском, тайском, турецком, украинском, французском, чешском и шведском.
RoboMind предлагает базовый скриптовый язык, который содержит основной набор правил. В частности, робот может передвигаться по карте, в том числе, выполнять повороты, брать предметы с карты, оставлять след на пройденном пути. Язык поддерживает операторы ветвления и цикла.
Пример скрипта на русском языке, который рисует квадрат:
```
рисоватьБелым()
повтор(4) {
    вперед(2)
    направо()
}
```

## Сравнение с другими языками программирования
RoboMind можно сравнить с Лого, где робота можно перемещать, создавая геометрические фигуры. Однако синтаксис RoboMind отличается и более точно соответствует распространённым языкам программирования, таким как JavaScript. В RoboMind восприятие и изменение окружающей среды одинаково важны, а Logo фокусируется в основном на последнем. Это делает RoboMind более подходящим для демонстрации реальных приложений. В Logo же пользователи имеют больше свободы в создании визуальных эффектов.
Его можно сравнить и с языком Karel, где в качестве субъекта симуляции также выступает робот, но синтаксис RoboMind ближе к C/C++, а Karel — к Pascal.